# Can Julià (Cistella)
Can Julià és una obra de Cistella (Alt Empordà) inclosa a l'Inventari del Patrimoni Arquitectònic de Catalunya.

## Descripció
Casa situada la centre del poble, al costat de l'església de Santa Maria. És una casa cantonera de planta baixa i dos pisos amb teulat a dues vessants. Destaquen les obertures del pis inferior i primer pis amb grans carreus irregulars i llindes amb inscripcions, tal com veiem a la finestral el primer pis amb la data 1594, o a la porta d'accés, amb la data 1534 i un seguit de lletres de les quals només podem desxifrar el nom de JOAN. Pel que fa al paredat de la construcció està relaitat amb carreus i còdols irrgulars units amb argamassa.